# 星澤真
星澤 真（ほしざわ まこと、1995年10月19日 - ）は、日本の女子バスケットボール選手である。ポジションはパワーフォワード。Wリーグの東京羽田ヴィッキーズ所属。

## 来歴
神奈川県出身。
金沢総合高校でインターハイ優勝、松蔭大でもインカレ出場。
2018年1月、アーリーエントリーで東京羽田ヴィッキーズに加入。